# Districte de Manhiça
El districte de Manhiça és un districte de Moçambic, situat a la província de Maputo. Té una superfície de 2.380 kilòmetres quadrats. En 2007 comptava amb una població de 157.642 habitants. Limita al nord i nord-est amb el districte de Bilene Macia de la província de Gaza, a l'est amb l'oceà Índic, al sud amb el districte de Marracuene, a l'oest amb el districte de Moamba i a l'oest i nord-est amb el districte de Magude.

## Divisió administrativa
El districte està dividit en sis postos administrativos (Calanga, Ilha Josina Machel, Maluana, Manhiça, 3 de Fevereiro i Xinavane), compostos per les següents localitats:
- Posto Administrativo de Calanga:
  - Checua
  - Lago Pate
- Posto Administrativo de Ilha Josina Machel:
  - Maguiguana
  - Nzonguene
- Posto Administrativo de Maluana:
  - Maluana
  - Mangoine
- Posto Administrativo de Manhiça:
  - Vila de Manhiça
  - Manhiça
  - Maciana
- Posto Administrativo de 3 de Fevereiro:
  - Nwamatibyane
  - Taninga
  - 3 de Fevereiro
- Posto Administrativo de Xinavane:
  - Vila de Xinavane
  - Xinavane
  - 25 de Setembro